# Chung Hyeon
Đây là một tên người Triều Tiên, họ là Jeong.
Chung Hyeon (tiếng Hàn: 정현; Hanja: 鄭泫; phát âm tiếng Hàn Quốc: [tɕəːŋ hjʌn]; sinh ngày 19 tháng 5 năm 1996) là một tay vợt quần vợt chuyên nghiệp của Hàn Quốc. Anh hiện là người đứng hạng cao nhất Hàn Quốc và cũng là nhà vô địch giải Next Gen Finals 2017. Anh là vận động viên Hàn Quốc đầu tiên vào được vòng bán kết Grand Slam tại giải Úc Mở rộng năm 2018.

## Sự nghiệp thiếu niên
Chung chơi quần vợt để duy trì thị lực của mình sau khi phải đeo kính khi còn nhỏ. Anh vô địch Eddie Herr International và Junior Orange Bowl của nam dưới 12 tuổi vào tháng 12 năm 2008, và sau đó được nhận, cùng với anh trai Chung Hong, vào tập tại Học viện quần vợt Nick Bollettieri tại IMG ở Florida. Anh bắt đầu tham gia ITF Tour vào năm 2012, và là á quân trong giải đánh đơn trẻ của Wimbledon năm 2013, một tháng sau khi giành được một giải Futures đầu tiên. Sau đó anh thi đấu trong giải ATP đầu tiên của mình, giải Malaysia Open, bị đánh bại ở vòng đầu tiên. Anh đạt được vị trí thứ 7 trong sự nghiệp tennis trẻ, với kỷ lục thắng thua 84–32.